# Onthophagus granum
Onthophagus granum är en skalbaggsart som beskrevs av Lansberge 1885. Onthophagus granum ingår i släktet Onthophagus och familjen bladhorningar. Inga underarter finns listade i Catalogue of Life.